# 久万町立父二峰中学校
久万町立父二峰中学校（くまちょうりつふじみねちゅうがっこう）は、愛媛県上浮穴郡久万町に1999年（平成11年）まで存在した町立中学校。統合により、久万町立久万中学校を経て、現在は久万高原町立久万中学校となっている。

## 歴史
父二峰村時代
- 1947年（昭和22年）4月 - 戦後の学制6・3・3制により父二峰村立 新制 父二峰中学校として創設される。

（旧校舎裏に山側を大きく開削して木造総二階建ての長い校舎を新築し、玄関に向って左が小学校・右が中学校で共用した。開校当初は、未だ運動場の50センチ程度のかさ上げ及び拡張・古い校舎を取り除けた後の埋め立て用の小山が校舎前面に残っていた。当時は重機もなく、全て人力で行なわれた。児童も手伝い、整備完了には1～2年を要した。）
久万町時代
- 1980年（昭和55年） - 創立33周年に当たり、11月3日に記念式典・行事などが執り行われる。併せて記念誌が発行される。
- 1998年（平成10年） - 10月9日　来年度から久万中学校へ統合のため、父二峰小学校、二名小学校と合同の最後の記念運動会が行われる。
- 1999年（平成11年） - 3月17日　父二峰中学52期生の最後の記念卒業式が執り行われる。
- 同年3月21日　父二峰中学校閉校記念式典・記念行事が行われる。

これを以って1947年～1999年の52年間の歴史を閉じた。